# Malá Vrbka
Malá Vrbka (deutsch Klein Würbka, früher Klein Wrbka) ist eine Gemeinde in Tschechien. Sie liegt elf Kilometer südöstlich von Strážnice und gehört zum Okres Hodonín.

## Geographie

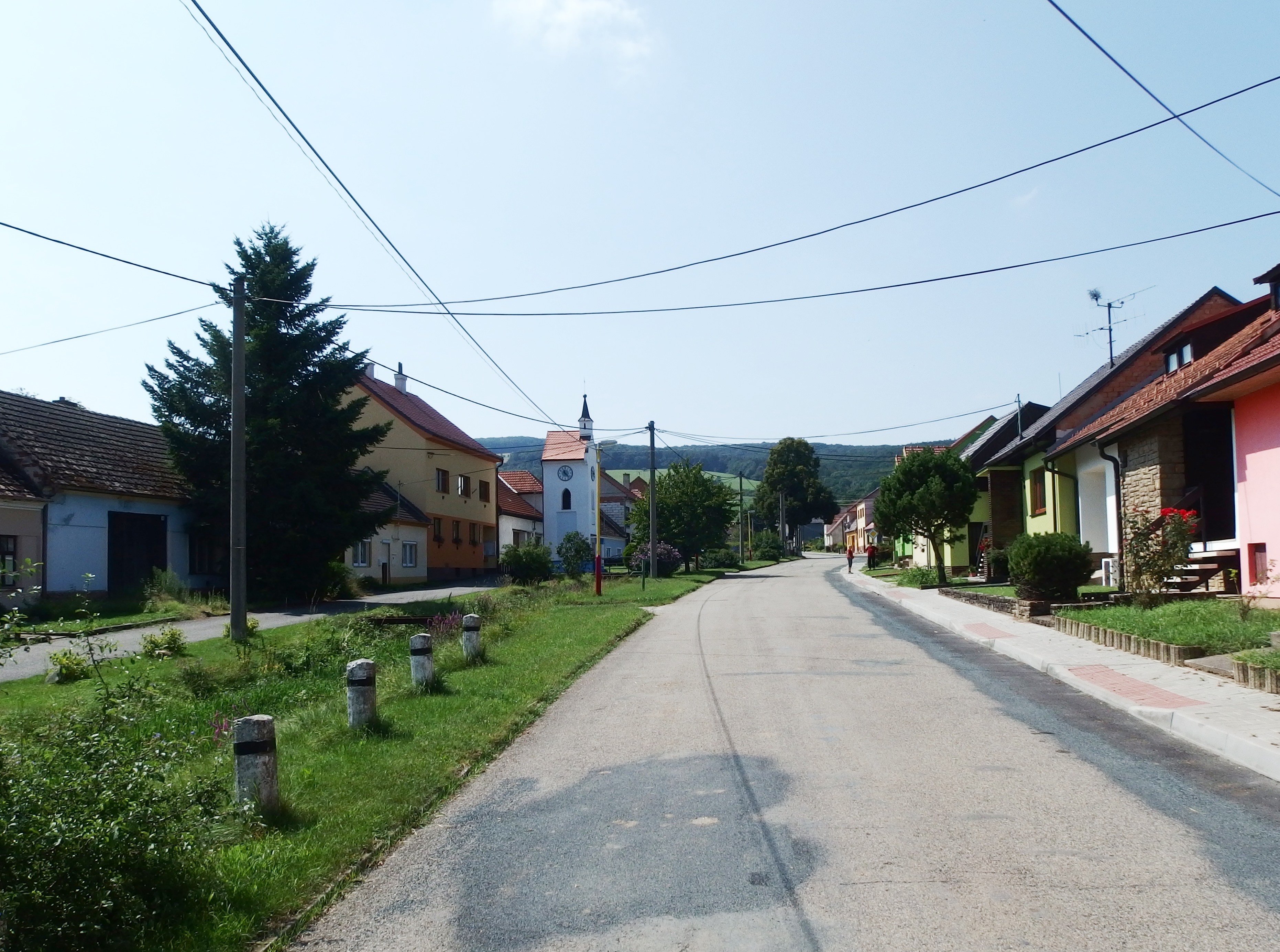
Hauptstraße in Malá Vrbka

Das Straßendorf Malá Vrbka befindet sich zweieinhalb Kilometer nördlich der Grenze zur Slowakei im Südwesten der Weißen Karpaten auf dem Gebiet des Naturparks CHKO Bílé Karpaty. Das Dorf erstreckt sich im sanften Tal eines linken Zuflusses des Baches Malanský potok. Nördlich erheben sich die Vrchy (340 m) und Hájova (354 m), im Osten der Léšť (418 m), südöstlich die Bojiště (438 m), im Süden die Kobyla (583 m), südwestlich die Čertoryje (442 m) und im Westen der Výzkum (439 m).
Nachbarorte sind Lipov im Norden, Louka im Nordosten, Hrubá Vrbka im Osten, Kuželov im Südosten, Križanovci und Vrbovce im Süden, Tvarožná Lhota im Westen sowie Kněždub und Hroznová Lhota im Nordwesten.

## Geschichte
Die erste schriftliche Erwähnung des zur Herrschaft Veselí gehörigen Dorfes Zedraná Vrbka erfolgte im Jahre 1447 als Zdenko von Sternberg auf Konopischt die Herrschaft an Mikuláš von Vojslavice verkaufte. Zu Beginn des 16. Jahrhunderts erwarb Jan von Kunovice das Dorf und schlug es seiner neuen Herrschaft Ostroh zu. 1663 brannten die Türken das Dorf nieder. Im Jahre 1704 plünderten die Kuruzen den Ort. Das älteste Ortssiegel stammt aus dem Jahre 1708; es trägt die Inschrift PECZET OBECNI DEDINY MALE WRBKY und zeigt eine Weide.
Bis zur Mitte des 19. Jahrhunderts blieb das Dorf immer nach Ostroh untertänig.
Nach der Ablösung der Patrimonialherrschaften bildete Malá Vrbka/Klein Wrbka ab 1850 eine Gemeinde in der Bezirkshauptmannschaft Göding und dem Gerichtsbezirk Strážnice. 1888 entstand in Malá Vrbka eine einklassige Dorfschule. Zwischen 1949 und 1960 gehörte die Gemeinde zum Okres Veselí nad Moravou und kam nach dessen Auflösung wieder zum Okres Hodonín zurück. Die Schule in Malá Vrbka wurde 1974 geschlossen und die Kinder in die Grundschule von Kuželov umgeschult. Seit der Sanierung im Jahre 2001 wird die ehemalige Schule als Kulturzentrum genützt. Die Gemeinde führt seit 2005 ein Wappen und Banner. Am 24. Juni 2009 schwoll der Dorfbach nach Starkregenfällen stark an und überschwemmte Teile des Dorfes. In Malá Vrbka wird seit 2000 jährlich das Volksfest Horňácké kosení (Bergmahd) gefeiert.

## Gemeindegliederung
Für die Gemeinde Malá Vrbka sind keine Ortsteile ausgewiesen. Malá Vrabka gliedert sich in die Ortslagen Horní Konec, Dolní Konec und Hnilý Kút.

## Sehenswürdigkeiten
- wuchtiger Glockenturm auf dem Dorfanger
- Blumenwiesen Vojšice mit Orchideenvorkommen
- Gehöfte in volkstümlicher Architektur der Bewohner des Berglandes der Weißen Karpaten aus der Mitte des 19. Jahrhunderts